# Nadagara synocha
Nadagara synocha là một loài bướm đêm trong họ Geometridae.